# Alto de La Línea
El Alto de La Línea, (3.265 m s. n. m.) es un puerto de montaña situado en la Cordillera Central en la Región Andina, en jurisdicción del municipio de Salento y que conecta las poblaciones de Calarcá, en el departamento del Quindío, y Cajamarca, en el departamento del Tolima, en Colombia. El nombre "La Línea" hace referencia a su ubicación, ya que se encuentra sobre la línea divisoria entre los departamentos de Quindío y Tolima.
Este puerto de montaña es la frontera entre los departamentos del Quindío y del Tolima, la vía en dirección Occidente - Oriente comienza en la ciudad de Armenia a 1.480 m s. n. m. en el Valle formado por el Río Cauca, luego, asciende hasta el Alto a 3.265 m s. n. m. y después desciende hasta la ciudad de Ibagué a 1.285 m s. n. m. en el Valle formado por el Río Magdalena, este puerto de montaña es paso obligado para poder pasar la Cordillera Central y seguir por la denominada Ruta Nacional 40 (Colombia), la cual es una de las vías más importantes del país, ya que esta conecta al puerto de Buenaventura con la capital del país, Bogotá, y con los llanos orientales.
Entre el trazado de la vía al Alto de La Línea, la carretera pasa por el municipio de Calarcá en el departamento del Quindío y por el municipio de Cajamarca en el departamento del Tolima, en el sentido Occidente - Oriente.
Esta es una de las dos vías que conectan con el Eje cafetero, siendo esta la vía más importante de entrada y salida del Eje cafetero, ya que es la vía más ancha, más corta y de más tráfico vehicular, tanto particular como de carga ya que la carretera al Alto de Letras es una vía mucho más larga, angosta y conocida por su alto índice de accidentalidad por su peligroso trazado.
Inaugurado en septiembre de 2020, Túnel de la Línea, que pasa a 900 m debajo de la cima del Alto de La Línea, recorta en 80 minutos aproximadamente el viaje entre el puerto marítimo de Buenaventura y Bogotá, lo que hace que se reduzcan los costos de operación y movilización de carga del Occidente al Centro del país, consolidándola como la obra más importante del país; Además es el túnel vial más largo de América después de 11 años de construcción.

## Ciclismo
Este puerto ha formado parte de las principales carreras de ciclismo del país en múltiples ocasiones, siendo el más importante del ciclismo colombiano.
La vertiente que viene desde Calarcá tiene una longitud de 21,7 km, con una pendiente media de 7,6% y pendiente máxima del 13%.
La vertiente que viene desde Cajamarca tiene una longitud de 23,4 km, con una pendiente media de 6,1% y pendiente máxima del 14%.

### Final de etapa de la Vuelta a Colombia
El puerto frecuentemente ha formado parte de la Vuelta a Colombia, pero solo en 5 ocasiones ha sido usado como final de etapa.
| Año  | Etapa | Distancia | Inicio                           | Fin              | Primero en la cima |
| ---- | ----- | --------- | -------------------------------- | ---------------- | ------------------ |
| 2009 | 3     | 128       | Ibagué (pasando por Cajamarca)   | Alto de La Línea | Fabio Duarte       |
| 2019 | 9     | 137       | Calarcá                          | Alto de La Línea | Heiner Parra       |
| 2020 | 5     | 122,8     | Calarcá                          | Alto de La Línea | Salvador Moreno    |
| 2021 | 4     | 122,2     | Ibagué (pasando por Cajamarca)   | Alto de La Línea | Yesid Pira         |
| 2023 | 4     | 119,3     | Ibagué (pasando por Cajamarca)   | Alto de La Línea | Miguel Ángel López |
| 2025 | 2     | 232       | Mosquera (pasando por Cajamarca) | Alto de La Línea | Yeison Reyes       |

F.C.:Fuera de categoría

### Final de etapa de la Vuelta a Colombia Femenina
El puerto frecuentemente ha formado parte de la Vuelta a Colombia Femenina, pero solo en una ocasión ha sido usado como final de etapa.
| Año  | Etapa | Distancia | Inicio                         | Fin              | Primero en la cima |
| ---- | ----- | --------- | ------------------------------ | ---------------- | ------------------ |
| 2025 | 2     | 114,8     | Ibagué (pasando por Cajamarca) | Alto de La Línea | Andrea Ramirez     |

F.C.:Fuera de categoría

### Final de etapa en el Clásico RCN
El puerto frecuentemente ha formado parte del Clásico RCN, pero solo en una ocasión ha sido usado como final de etapa.
| Año  | Etapa | Distancia | Inicio                         | Fin              | Primero en la cima |
| ---- | ----- | --------- | ------------------------------ | ---------------- | ------------------ |
| 1981 | 5     | 58,5      | Ibagué (pasando por Cajamarca) | Alto de La Línea | Lucho Herrera      |

F.C.:Fuera de categoría

Hubo un evento muy peculiar que ocurrió en la Vuelta a Colombia Femenina 2025, en la etapa 2 que finalizaba en el Alto de La Línea, un perro que se hizo muy viral que apodaron "Pogacan" acompañó a las ciclistas desde Cajamarca hasta la meta alrededor de 25 km, cruzó en el top 20 de llegada.